# Roberto Hernández Notario
Roberto Alfonso Hernández Notario (Santiago, Chile, 19 de octubre de 1951) Hijo de Roberto Hernández Acevedo e Isabel del Carmen Notario Dagá, es un exjugador y entrenador de fútbol chileno.

## Trayectoria
Fue entrenador en el fútbol amateur, en el Club Deportivo Municipal Las Condes, representativo de esa comuna.
Luego, dio el salto al dirigir en el fútbol profesional de la Primera División de Chile, específicamente al equipo de Deportes La Serena, con el cual tuvo buenas campañas y pudo dirigir a grandes figuras tanto del fútbol chileno, como de la selección chilena que jugó la Copa Mundial de Francia de 1998: Francisco Rojas, Ricardo Rojas, Roberto Rojas, Juan Quiroga, Juan Luis González, Luis Carlos Robles, entre otros. Luego de su paso por el cuadro de la Cuarta Región, debido a su buen periplo, llegó a dirigir a los dos más grandes del fútbol chileno: Universidad de Chile y Colo-Colo.
Su paso por el fútbol profesional ha sido largo, además de ser jefe técnico de las divisiones inferiores de la selección chilena entre el 2011 y 2013, cuando Claudio Borghi estuvo a cargo de la selección chilena adulta.

## Estadísticas

### Clubes

#### Como jugador
| Club                 | País  | Año       |
| -------------------- | ----- | --------- |
| Magallanes           | Chile | 1970-1972 |
| O'Higgins            | Chile | 1973      |
| Universidad Católica | Chile | 1974-1977 |
| Regional Antofagasta | Chile | 1978      |
| Universidad Católica | Chile | 1979      |
| Trasandino           | Chile | 1979      |
| Ñublense             | Chile | 1980      |
| Santiago Wanderers   | Chile | 1981      |
| Ñublense             | Chile | 1981      |

#### Como entrenador
| Club                 | País  | Año       |
| -------------------- | ----- | --------- |
| Municipal Las Condes | Chile | 1989-1992 |
| Deportes La Serena   | Chile | 1993      |
| O'Higgins            | Chile | 1994-1995 |
| Audax Italiano       | Chile | 1996      |
| Universidad de Chile | Chile | 1997-1999 |
| Colo-Colo            | Chile | 2001      |
| Unión Española       | Chile | 2002-2003 |
| Audax Italiano       | Chile | 2003-2005 |
| O'Higgins            | Chile | 2010      |

## Palmarés

### Como jugador

#### Torneos nacionales oficiales
| Título    | Club                 | País  | Año  |
| --------- | -------------------- | ----- | ---- |
| Primera B | Universidad Católica | Chile | 1975 |

### Como entrenador

#### Títulos nacionales
| Título        | Club                 | País  | Año  |
| ------------- | -------------------- | ----- | ---- |
| Copa Apertura | Universidad de Chile | Chile | 1998 |